# Bușila
Buşila è un comune della Moldavia situato nel distretto di Ungheni di 2.020 abitanti al censimento del 2004.